# Mikołaj Popławski
Mikołaj Popławski herbu Białynia (ur. 4 grudnia 1636 w Popławach na Podlasiu, zm. 7 września 1711 we Lwowie) – duchowny katolicki, scholastyk kapituły katedralnej poznańskiej w latach 1676–1677, kanonik poznańskiej kapituły katedralnej kanonii Dubin w latach 1670–1676.
Od 1670 kanonik poznański, następnie kanonik warszawski i dziekan płocki. Kaznodzieja królewski, wygłaszał przemówienia i kazania podczas obrad sejmowych. W 1685 mianowany biskupem inflanckim, rezydował w Dyneburgu. Brał aktywny udział w posiedzeniach Senatu.
Działając w charakterze de facto inkwizytora przewodniczył sądowi duchownemu  który z powodu podejrzenia o ateizm uznał Kazimierza Łyszczyńskiego winnym. Domagał się dla niego kary śmierci, co wywołało protesty posłów i świeckich senatorów uznających to za naruszenie prawa.
Po zerwanym sejmie konwokacyjnym 1696 roku przystąpił 28 września 1696 roku do konfederacji generalnej.
W lipcu 1710 mianowany arcybiskupem lwowskim, zmarł przed uzyskaniem potwierdzenia nominacji przez papieża.